# Manhattan
 For alternative betydninger, se Manhattan (flertydig). (Se også artikler, som begynder med Manhattan)
Manhattan er det centrale af de fem boroughs i New York City i USA, og er sammenfaldende med New York County. Manhattan, der primært ligger på øen Manhattan Island, er adskilt fra New Jersey og Staten Island af Hudson River, fra Brooklyn og Queens af East River samt fra Bronx af Harlem River.
Manhattan er New York Citys finansielle og administrative center, selv om den langt fra er det befolkningsrigeste bydistrikt med sine ca. 1,6 mio. indbyggere. De fleste turistattraktioner og -faciliteter ligger på Manhattan, så det er nærmest synonym med NYC. og er blevet grundlagt i 1624
Manhattan er forbundet med de omkringliggende bydistrikter og New Jersey af et omfattende bro- og tunnelsystem: Brooklyn Battery Tunnel, Brooklyn Bridge, Manhattan Bridge, Williamsburg Bridge, Midtown Tunnel, Queensboro Bridge, Triborough Bridge, Alexander Hamilton Bridge, George Washington Bridge, Lincoln Tunnel og Holland Tunnel. Dertil kommer et antal togtunneler. 

## Ældste del
På Manhattans sydspids ligger parken Bowling Green. Den 11.september 1609 kunne man have set Henry Hudsons skib sejle op ad floden for første gang. Fort Amsterdam blev rejst her i 1623 af Det hollandske vestindiske Kompagni. Lige uden for fortets indgang, omtrent hvor toldbygningen fra 1907 står i dag, fandt det første registrerede drab sted i New York, da Jan Gysbertsen dolkede Gerrit Jansen 15.maj 1638. Gysbertsen stak af og blev dømt til døden in absentia, men blev aldrig fundet. Fort Amsterdam blev til New Amsterdam, som efterhånden blev til New York.
På sydspidsen ligger Castle Clinton, hvor immigranterne gik i land, før Ellis Island kom til. Alle New Yorks officielle parader ender ved Bowling Green – den første fandt sted i 1886, i anledning af Frihedsstatuens ankomst fra Frankrig.
Broadway gennemskærer Manhattan og følger samme vej som indianerstien Wickquasgeck. Hollænderne gjorde stien til en vej de kaldte Herenstraat (= Herrernes gade) eller Breede weg, som på engelsk blev til Broadway. Den britiske generalstab havde sit hovedkvarter på Bowling Green i "1, Broadway". I Federal Hall i Wall Street nogle stenkast væk aflagde George Washington ed som USAs første præsident. Firkløveret Thomas Jefferson, Washington, Alexander Hamilton og James Madison boede nogle år i nabolaget. Det Hvide Hus skulle være bygget, hvor Fort Amsterdam havde stået, men det blev der ikke noget af, da hovedstaden blev flyttet fra New York til Washington D.C. 

## Bydelepå Manhattan
- Battery Park City
- Chelsea
- Chinatown
- East Village
- Financial District
- Greenwich (West) Village
- Harlem
- Little Italy
- Lower East Side
- Midtown
- SoHo
- Spanish Harlem
- TriBeCa
- Upper East Side
- Upper West Side
- Washington Heights (WaHI)

## Turistattraktioner på Manhattan
- Battery Park med bådene til Liberty Island og Ellis Island
- Broadway (teater-distriktet)
- Central Park
- Chrysler Building
- Empire State Building
- FNs hovedkontor
- Frihedsgudinden
- Ground Zero
- Rockefeller Center
- Times Square
- Wall Street